# Bye Bye Baby (Marilyn Monroe)
Bye Bye Baby è uno swing composto da Jule Styne e Leo Robin scritto nel 1949, per il musical di Broadway Gentlemen Prefer Blondes  eseguito per la prima volta da Jack McCauley e Carol Channing. 
Nel 1953 dal musical fu tratto l'omonimo film  ed il brano fu interpretato da Marilyn Monroe ed inciso per la prima volta nel 1953, come lato B in un 45 giri, insieme al brano Diamonds Are a Girl's Best Friend. Ambedue i brani erano stati arrangiati e diretti da Lionel Newman con la 20th Century Fox Studio Orch. & Chorus.
Nel film Gli uomini preferiscono le bionde di Howard Hawks, Marilyn Monroe/Lorelei canta il brano al fidanzato Gus, in una indimenticabile scena che è un pezzo di storia del cinema.